# Entgen Luyten
Pour les articles homonymes, voir Luyten.
 (février 2020).
Entgen Luyten (Lutterade (nl), Limburg ? - Limbricht, Limburg, 9 octobre 1674) est la dernière femme à être persécutée et tuée comme sorcière dans la région des Pays-Bas. Cependant, en 1674, Limbricht n'appartenait pas aux Provinces-Unies, mais au duché de Juliers, dans le Saint Empire romain germanique.

## Biographie

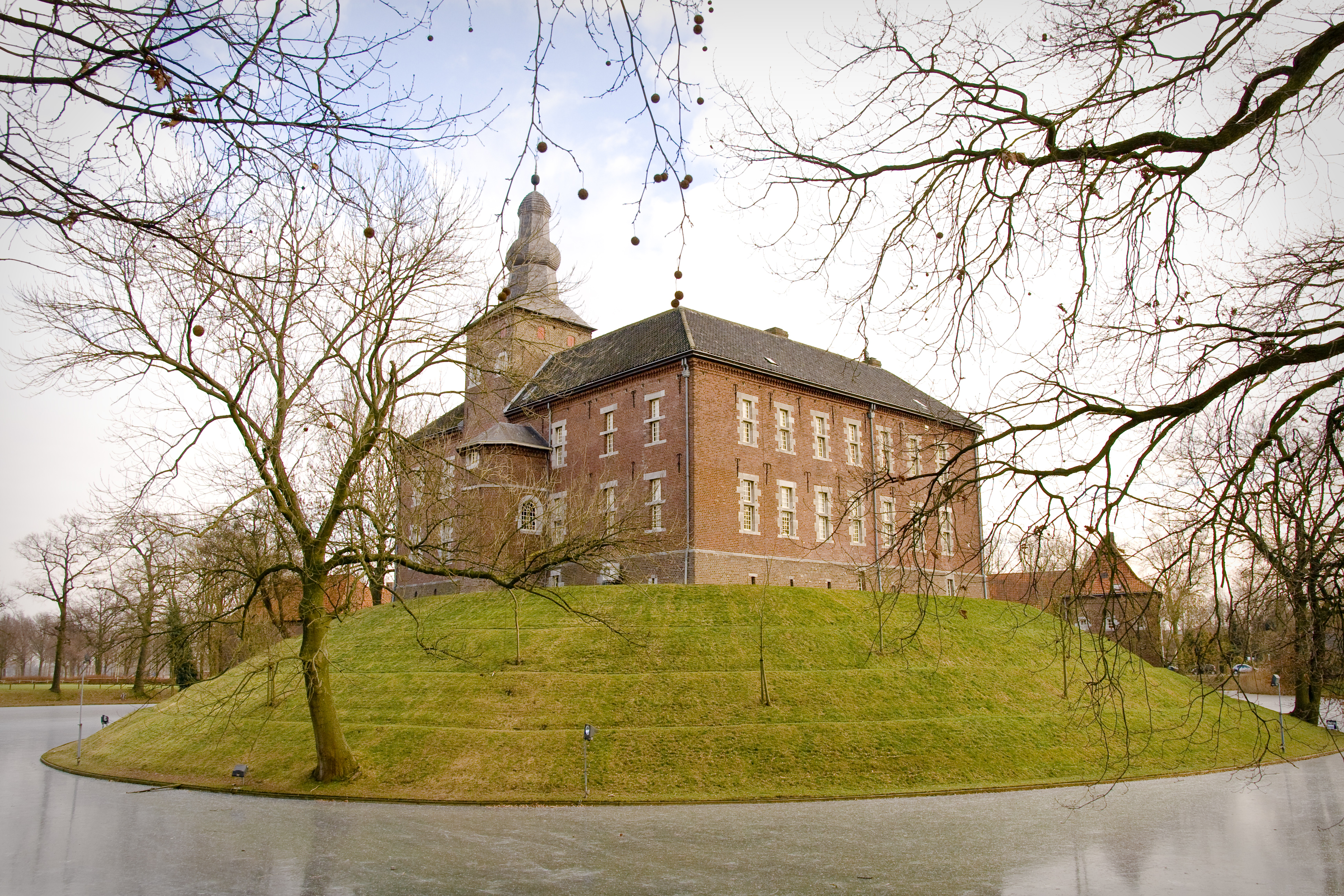
château de Limbricht

À l'époque d'Herman Winand van Breyll (nl), un procès en sorcellerie a eu lieu pendant l'été de 1674 à Limbricht. L'accusée était Entgen Luyten, veuve de Jacobus Boven die Erdt. Elle était née à Lutterade, avait longtemps vécu à Valkenburg puis continuellement à Limbricht pendant 44 ans. Elle a été arrêtée en juillet 1674 sur ordre des schout et des échevins de Limbricht pour hexerei oder quaede Zauberei (sorcellerie ou magie). Elle a été emprisonnée dans un cachot du château de Limbricht (nl).
Entgen Luyten a été interrogée pour la première fois le 21 juillet par le fiscaal (huissier de justice) du tribunal de Limbricht, Herman Tacken. Entgen Luyten a nié être une sorcière ou une magicienne. Pendant le reste du mois, plusieurs témoins ont été entendus et le 4 août, la klaglibell (accusation) a été mise par écrit. Elle contenait la demande à la cour d'entendre 31 témoignages. Par exemple, un homme du nom de Gorten van Neusz est mort il y a 26 ans après avoir bu dans le pot de bière où Entgen Luyten y avait bu une gorgée. Van Neusz avait affirmé qu'il avait été envoûté par Entgen.
Le 4 août 1674, Entgen Luyten a été interrogé par des échevins de Limbricht. Elle a nié toutes les accusations portées contre elle. Les échevins ont ordonné un nouvel interrogatoire. L'affaire a traîné pendant des mois et Entgen Luyten est devenue profondément affligée mentalement et physiquement à la suite de son séjour dans le cachot du château de Limbricht. Le 3 octobre, elle a de nouveau été interrogée par un avocat neutre, Nicolaus Helgers, selon une décision de justice.
Six jours plus tard, elle a été retrouvée morte dans sa cellule. Le chirurgien a déterminé que la femme était étranglée. Le tribunal l'a jugée suicidaire. 
Helgers a demandé que le cadavre soit traîné par des chevaux jusqu'à la potence pour y être enterré. La potence se trouvait à Einighausen, le long de l'actuelle Bergerweg. Le nom du lieu Aan de Galling le rappelle. La question de savoir s'il y a eu suicide ou meurtre judiciaire reste sans réponse.